# René Waldeck-Rousseau
Pierre Marie René Ernest Waldeck-Rousseau, conocido como Pierre Waldeck-Rousseau (Nantes, 2 de diciembre de 1846 - 10 de agosto de 1904) fue un político, abogado y estadista francés, el 67.º primer ministro de Francia.

## Biografía

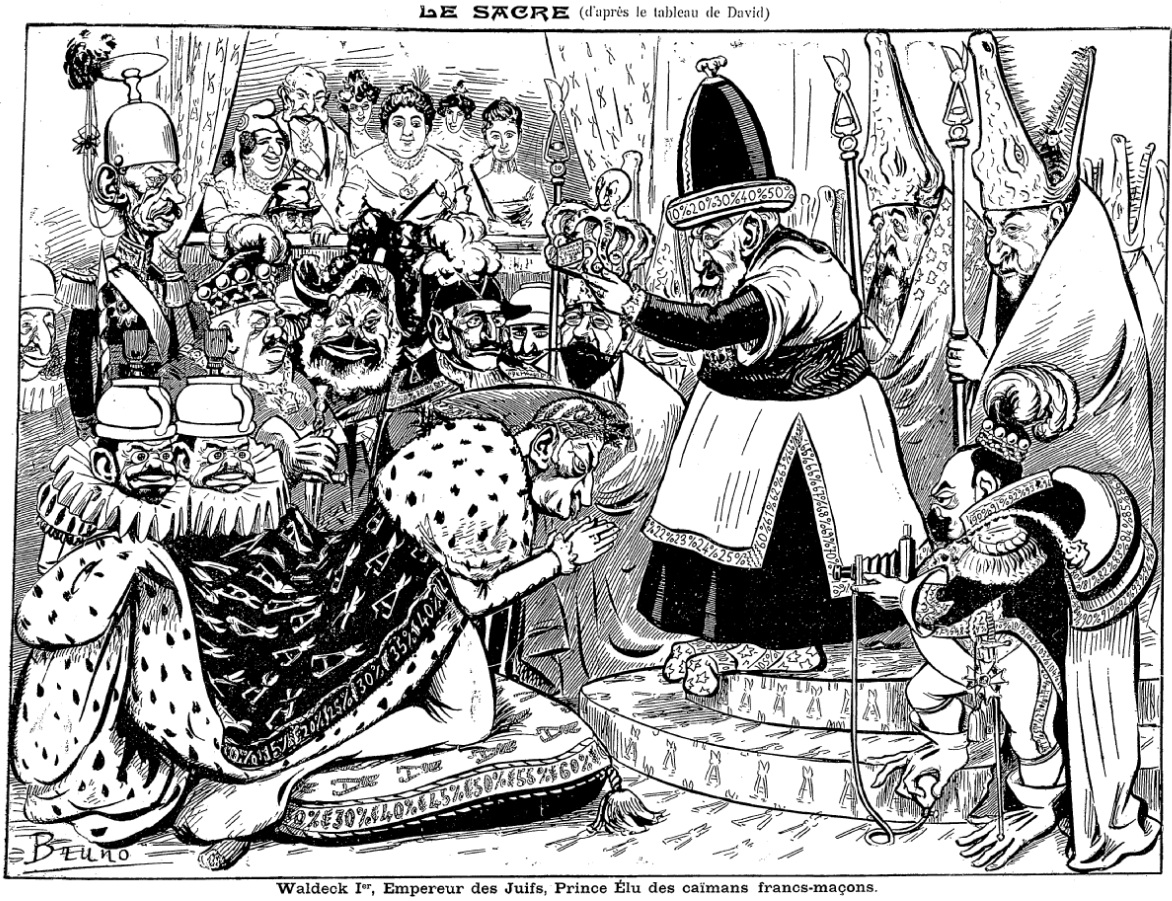
Caricatura antisemita y antimasónica francesa de 1903 en la que aparece el presidente del gobierno francés Pierre Waldeck-Rousseau siendo coronado "Emperador de los Judíos, Príncipe Electo de los caimanes franc-masones" por el gran rabino de Francia Zadoc Kahn. Los testigos son los políticos dreyfusards, entre los que se encuentra el propio capitán Alfred Dreyfus. Al fondo en la tribuna se puede ver al banquero judío Alphonse Rothschild, acompañando al presidente de la República Emile Loubet.

Elegido diputado en 1879 por el partido de Union républicaine, de carácter liberal, fue nombrado ministro del interior durante unos meses en el invierno de 1881 por el gobierno de Léon Gambetta, volviendo a ocupar el mismo cargo en el gobierno de Jules Ferry aunque de manera más prolongada, entre 1883 y 1885. Al frente del ministerio, fue uno de los defensores de la ley de libertad de asociación profesionales obreras y patronales votada el 21 de marzo de 1884. Tras la caída del gobierno Ferry, retornó al ejercicio de la abogacía hasta que en 1894 se presentó y fue elegido senador por el departamento de Loira. Candidato en 1895 a la presidencia de la III República, obtuvo en la primera vuelta 184 votos frente a 244 para Félix Faure y 338 de Henri Brisson, que contó con el apoyo de los senadores conservadores opuestos a Waldeck-Rousseau, aunque en la segunda vuelta, fue elegido Faure como presidente.
Waldeck-Rousseau contribuyó a la constitución del Bloc republicain siendo designado a la presidencia del consejo de ministros el 22 de junio de 1899, en un periodo de inestabilidad política y social creado por el controvertido caso Dreyfus. Al frente de su gobierno, denominado de défense républicaine al aglutinar personalidades republicanas progresistas, radicales y socialistas como Gaston de Galliffet y Alexandre Millerand, acumuló los cargos de ministro del interior y de cultos, defendiendo la revisión del caso Dreyfus en contra de los sectores antisemitas del ejército y de los sectores ultraconservadores y monarquistas de la Iglesia católica. El gobierno promulgó la adopción de leyes sociales como la reducción de la jornada de trabajo a 11 horas y la controvertida del contrato de asociaciones, votada el 1 de julio de 1901. Aunque originario de una familia católica, la adopción de esta ley fue criticada por las congregaciones religiosas. Lideró la coalición de izquierdas que triunfó en las elecciones legislativas de 1902, pero enfermo de un cáncer de páncreas, tuvo que dimitir de su cargo y falleció dos años más tarde. Le sucedió en la presidencia del Consejo Émile Combes.